# Jaco (Schiff)
Die NRTL Jaco (P212) ist ein Patrouillenboot der Marine der Verteidigungskräfte Osttimors, das nach der osttimoresischen Insel Jaco benannt wurde.
Die Jaco und ihr Schwesterboot NRTL Betano sind im Marinestützpunkt Hera stationiert. Sie bilden gemeinsam die Jaco-Klasse. Es handelt sich dabei um die chinesische Shanghai-III-Klasse (Type 062-I class gunboat). Die Boote wurden 2010 von der chinesischen Firma Poly Technology gebaut und 2010 ausgeliefert. Am 11. Juni erfolgte die Schiffstaufe und die offizielle Indienststellung.

Nahansicht der beiden Boote der Jaco-Klasse (2010)
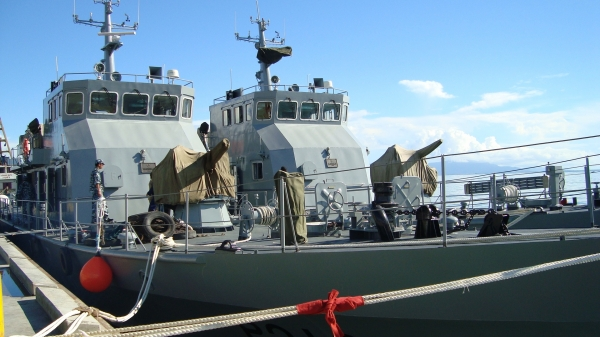
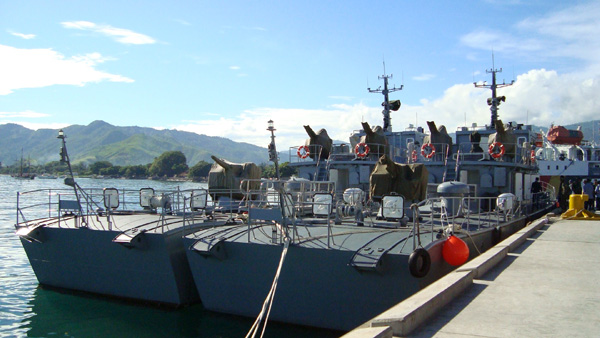
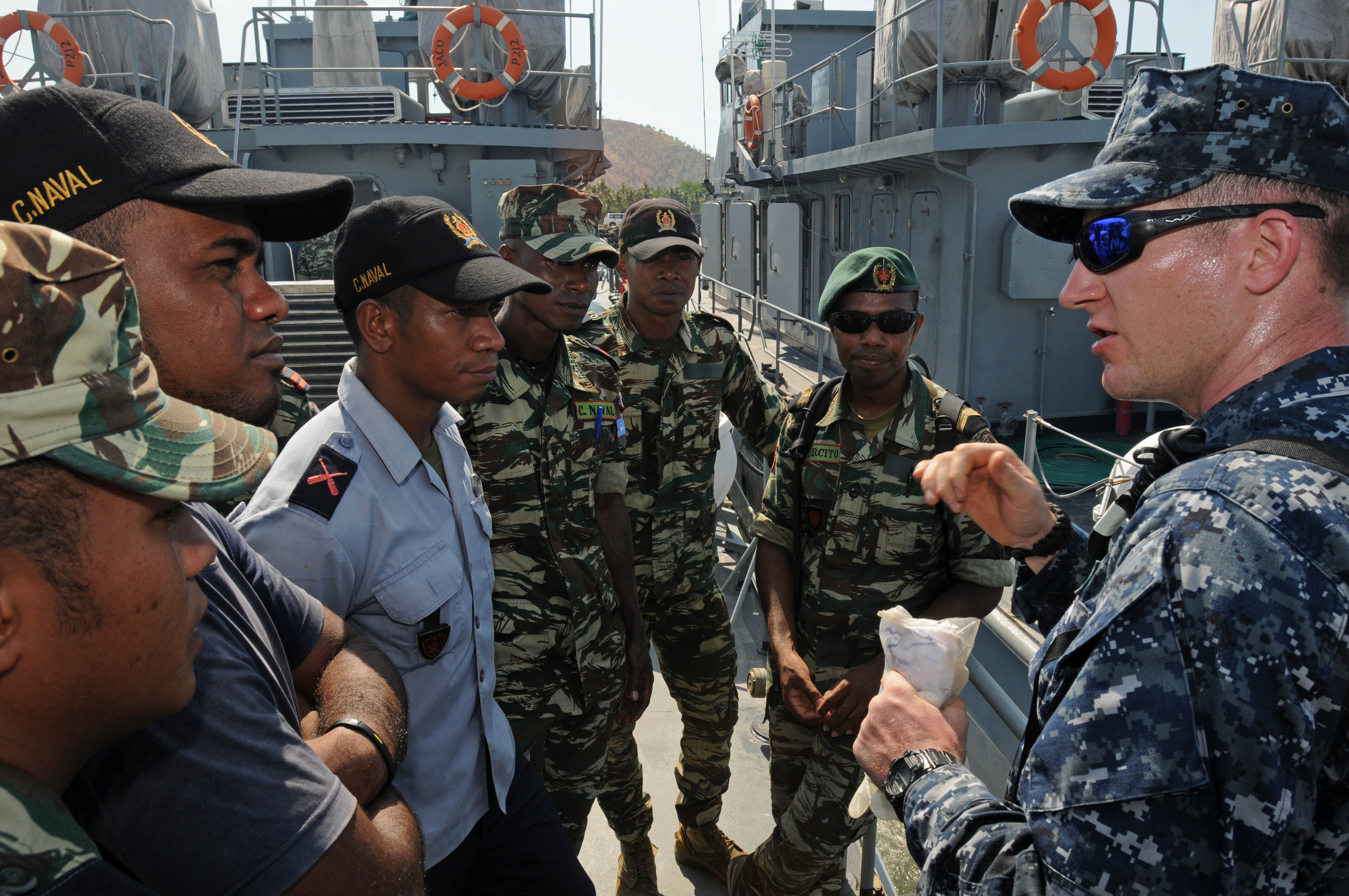
Osttimoresische und amerikanische Seeleute an Bord der Jaco